# Gipfelgespräch
Gipfelgespräch ist ein französischer Kurzfilm von Xavier Giannoli aus dem Jahr 1996. Der Film wurde 1995 gedreht. Es war der dritte Filmauftritt für Kad Merad, der in den Credits noch unter seinem eigentlichen Namen Kaddour Merad geführt wird. 

## Handlung
Bauarbeiter Moser balanciert ungesichert auf einem freistehenden Balken. Er verliert das Gleichgewicht, kann sich jedoch am Balken festhalten. Sein Schutzhelm fällt in die Tiefe. Der Vorarbeiter, der ihn bis dahin dazu bewegen wollte, zurück auf sicheren Boden zu kommen, löst Alarm aus. Moser jedoch setzt sich von der auf ihn einredenden Gruppe entfernt auf den Balken. Personalleiter Thadée Chisowsky glaubt, dass Moser suizidal ist. Moser will ihn dazu bringen, mit ihm auf dem Balken zu diskutieren, doch lehnt Thadée ab, da er nicht schwindelfrei sei. Als Forderungen stellt Moser schließlich eine längere Mittagspause, die Arbeit ohne Absicherung und mehr Geld.
Personalchef Igor Chisowsky erscheint und will dem Treiben ein Ende bereiten, indem er die zuschauenden Arbeiter zur Weiterarbeit antreibt. Die jedoch weigern sich zu gehen, solange Moser nicht in Sicherheit ist. Nun wird Baustellenleiter Julius, der Vater von Thadée und Igor, geholt. Julius robbt auf dem Balken zu Moser und beide verhandeln. Die neuen Forderungen nach gestellten Arbeitsschuhen sowie die Forderung nach Arbeiten ohne Sicherung nimmt Julius an. Bei der Forderung nach 25-prozentiger Gefahrenzulage einigen sich beide nach Verhandlungen auf 13 Prozent. Moser verlässt den Balken und begibt sich mit Julius in dessen Büro. Hier weist Julius seine Angestellten an, Moser auszuzahlen und sofort zu entlassen.

## Auszeichnungen
Gipfelgespräch wurde 1997 für einen César in der Kategorie Bester Kurzfilm nominiert.